# Siegfried Voigt

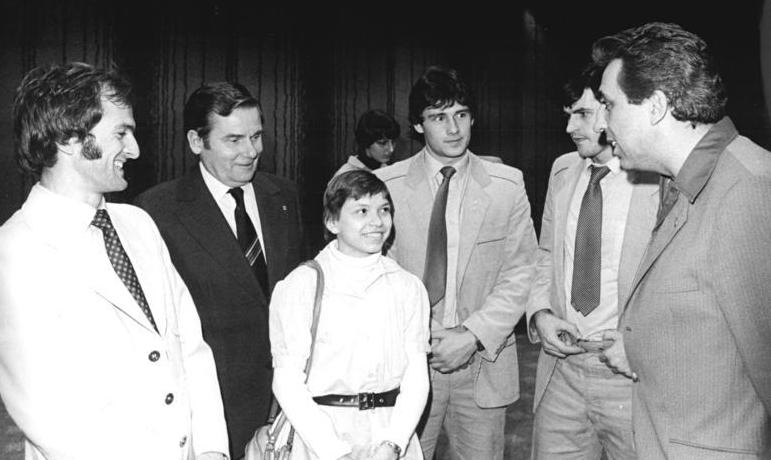
Siegfried Voigt (2.v.r.) bei der DDR-Sportler des Jahres 1980 Auszeichnung

Siegfried Voigt (* 3. Oktober 1950 in Schneeberg) ist ein ehemaliger deutscher Handballspieler.
Der Torhüter spielte in der DDR-Oberliga für die BSG Wismut Aue (u. a. mit Dietmar Schmidt und Harry Zörnack) und den SC Leipzig. Mit der DDR-Nationalmannschaft wurde er bei der Weltmeisterschaft (WM) 1974 Zweiter und bei der WM 1978 Dritter. Den größten Erfolg feierte Voigt jedoch bei den Olympischen Spielen 1980 in Moskau, als er mit seiner Mannschaft durch den Sieg im Endspiel gegen die UdSSR Olympiasieger wurde. Für diesen Erfolg wurde er mit dem Vaterländischen Verdienstorden in Silber ausgezeichnet.